# Amt Burg (Spreewald)
Urząd Burg (Spreewald) (niem. Amt Burg (Spreewald), dolnołuż. Amt Bórkowy (Błota)) – urząd w Niemczech, leżący w kraju związkowym Brandenburgia, w powiecie Spree-Neiße. Siedziba urzędu znajduje się w miejscowości Burg (Spreewald).
W skład urzędu wchodzi sześć gmin:
1. Briesen (dolnołuż. Brjazyna)
2. Burg (Spreewald) (dolnołuż. Bórkowy (Błota))
3. Dissen-Striesow (dolnołuż. Dešno-Strjažow)
4. Guhrow (dolnołuż. Góry)
5. Schmogrow-Fehrow (dolnołuż. Smogorjow-Prjawoz)
6. Werben (dolnołuż. Wjerbno)